# Irada Asumowa

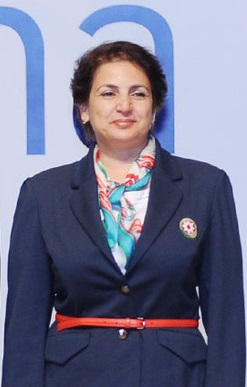
Irada Asumowa (2012)

Irada Asumowa (aserbaidschanisch İradə Aşumova; * 25. Februar 1958 in Baku, Aserbaidschanische SSR) ist eine ehemalige sowjetische, ab 1993 aserbaidschanische Sportschützin. Sie gewann 2004 eine olympische Bronzemedaille mit der Sportpistole.

## Karriere
Irada Asumowa begann 1974 mit dem Schießsport. 1985 gewann sie bei den Weltmeisterschaften in Mexiko-Stadt die Silbermedaille mit der Luftpistole. 1986 gewann sie beim Weltcup in Suhl mit der Sportpistole und belegte mit der Luftpistole den dritten Platz.
Nach Auflösung der Sowjetunion trat sie bei den Europameisterschaften 1994 erstmals für Aserbaidschan an und belegte den vierten Platz mit der Luftpistole. Bei den Olympischen Spielen 1996 erreichte sie den  10. Platz mit der Luftpistole und den 15. Platz mit der Sportpistole. 1998 gewann sie mit der Sportpistole die Silbermedaille bei den Weltmeisterschaften in Barcelona. Bei den Olympischen Spielen 2000 belegte sie den 31. Platz mit der Sportpistole und Rang 45 mit der Luftpistole. 2002 wiederholte sie ihren Erfolg von 1998 und erhielt bei den Weltmeisterschaften in Lahti die Silbermedaille mit der Sportpistole. Beim Weltcupfinale 2002 belegte sie mit der Sportpistole den dritten Platz. 2003 erreichte sie mit der Sportpistole den vierten Platz bei den Europameisterschaften.
Bei den Olympischen Spielen 2004 in Athen erreichte sie in ihren beiden Disziplinen das Finale, Mit der Luftpistole belegte sie den achten Platz, mit der Sportpistole gewann sie die Bronzemedaille hinter der Bulgarin Marija Grosdewa und der Tschechin Lenka Hyková. Beim Weltcupfinale 2004 erreichte sie mit der Sportpistole den zweiten Platz.
Asumowa nahm auch an den Olympischen Spielen 2012 teil und belegte dort den 23. Platz mit der Sportpistole und Rang 39 mit der Luftpistole. Ihre beste Platzierung in den Jahren danach war der zehnte Platz mit der Sportpistole bei den Europameisterschaften 2013. 2015 wurde sie bei den Europaspielen in ihrer Heimatstadt Baku 15. mit der Sportpistole und 26. mit der Luftpistole.
Asumowa startete für Neftchi Baku. Sie ist Lehrerin an der Sporthochschule und Mutter zweier Kinder.